# Wilhelm Michels (NS-Funktionär)
Wilhelm Michels (* 12. August 1894 in Düsseldorf; † nach 1950) war ein deutscher Kaufmann und nationalsozialistischer Funktionär. Er war Gaupropagandaleiter und Landeskulturwalter im NSDAP-Gau Koblenz-Trier und später Stabs- und Bataillonsführer im Volkssturm des Kreises Koblenz.

## Leben und Wirken
Nach dem Besuch der Volksschule nahm er eine kaufmännische Lehre auf. Er besuchte die Unteroffiziersschule und nahm zwischen 1914 und 1918 am Ersten Weltkrieg teil, wo er bis zum Vizefeldwebel befördert wurde. 1919 ließ er sich als Kaufmann in Koblenz nieder, wo er von 1920 bis 1925 die Nasa-Drogerie in Ehrenbreitstein besaß. Mit der Zunahme der Automobilverkehrs richtete er 1923 die Tankstellen-Organisation „Olex“ in Ehrenbreitstein und Vallendar Ca. 1926 gründete er das Unternehmen „Plakatanschlag am Mittelrhein“, aus dem 1935 die „Plakatanschlag an Mittelrhein und Mosel GmbH“, die seit 1938 als „Plakatanschlag an Mittelrhein und Mosel Michels & Co.“ firmierte.
Nachdem er zunächst Mitglied des Stahlhelms gewesen war, wechselte er zum 1. August 1931 in die NSDAP (Mitgliedsnummer 600.436). Von 1934 bis 1945 war er Mitglied im Werberat der deutschen Wirtschaft und wurde 1934 zum Ratsherrn der Stadt Koblenz ernannt. 1936 kandidierte er für den Reichstag, erhielt aber kein Mandat. Zu diesem Zeitpunkt war er bereits Leiter der Landesstelle des Reichsministeriums für Volksaufklärung und Propaganda im Gau Koblenz-Trier und seit 1935 in Personalunion Landeskulturwart des neugebildeten Reichskultursenats. 1937 löste ihn Albert Urmes als Gaupropagandaleiter ab. Im Zweiten Weltkrieg war Michels Gauobmann der Kriegsopferversorgung in Koblenz und später Stabs- und Bataillonsführer im Volkssturm des Kreises Koblenz. Am 10. Mai 1945 wurde er in Dettendorf von den Amerikanern inhaftiert und in Moosburg und Dachau inhaftiert. Ab 1948 lebte er in Marburg.